# Bahnstrecke Praha-Libeň–Praha-Malešice
| Kursbuchstrecke (SŽ): | 091                  |                                             |                                             |
| Spurweite: | 1435 mm (Normalspur) |                                             |                                             |
| Streckenklasse: | D3                   |                                             |                                             |
| Stromsystem: | 3 kV =               |                                             |                                             |
| Streckengeschwindigkeit: | 80 km/h              |                                             |                                             |
| Zweigleisigkeit: | -                    |                                             |                                             |
| |                      |                                             |                                             |
| \| \| \| von Praha Masarykovo nádraží \| \| \| \| 0,375 \| Praha-Libeň \| Praha-Libeň \| \| \| \| nach Česká Třebová \| \| \| \| \| Rokytka \| \| \| \| \| Rokytka \| \| \| \| 3,226 \| Malešický (357 m) \| Malešický (357 m) \| \| \| \| Pod Táborem \| \| \| \| \| von Praha-Běchovice \| \| \| \| \| von Praha-Žižkov \| \| \| \| 4,259 \| Praha-Malešice \| Praha-Malešice \| \| \| \| nach Praha-Zahradní Město (-Praha-Vršovice) \| \| \| \| \| nach Praha-Hostivař \| \| \| \| \| \| \| \| Quellen: [1] \| \| \| \| |                      |                                             |                                             |
| Strecke |                      | von Praha Masarykovo nádraží                | von Praha Masarykovo nádraží                |
| Bahnhof | 0,375                | Praha-Libeň                                 | Praha-Libeň                                 |
| Abzweig geradeaus und nach links |                      | nach Česká Třebová                          | nach Česká Třebová                          |
| Brücke |                      | Rokytka                                     | Rokytka                                     |
| Brücke |                      | Rokytka                                     | Rokytka                                     |
| Tunnel | 3,226                | Malešický (357 m)                           | Malešický (357 m)                           |
| Brücke |                      | Pod Táborem                                 | Pod Táborem                                 |
| Abzweig geradeaus und von links |                      | von Praha-Běchovice                         | von Praha-Běchovice                         |
| Abzweig geradeaus und ehemals von rechts |                      | von Praha-Žižkov                            | von Praha-Žižkov                            |
| Dienststation / Betriebs- oder Güterbahnhof | 4,259                | Praha-Malešice                              | Praha-Malešice                              |
| Abzweig geradeaus und nach rechts |                      | nach Praha-Zahradní Město (-Praha-Vršovice) | nach Praha-Zahradní Město (-Praha-Vršovice) |
| Strecke |                      | nach Praha-Hostivař                         | nach Praha-Hostivař                         |
| |                      |                                             |                                             |
| Quellen: |                      |                                             |                                             |

Die Bahnstrecke Praha-Libeň–Praha-Malešice ist eine Eisenbahnverbindung in Tschechien. Sie zweigt in Praha-Libeň von der Bahnstrecke Česká Třebová–Praha ab und führt im östlichen Prager Stadtgebiet nach Praha-Malešice, wo sie in die Bahnstrecke Praha-Běchovice–Praha-Vršovice einmündet. 
Die Strecke Praha-Libeň–Praha-Malešice ist im Eisenbahnnetz der Tschechischen Republik als gesamtstaatliche Bahn („celostátní dráha“) klassifiziert.

## Geschichte

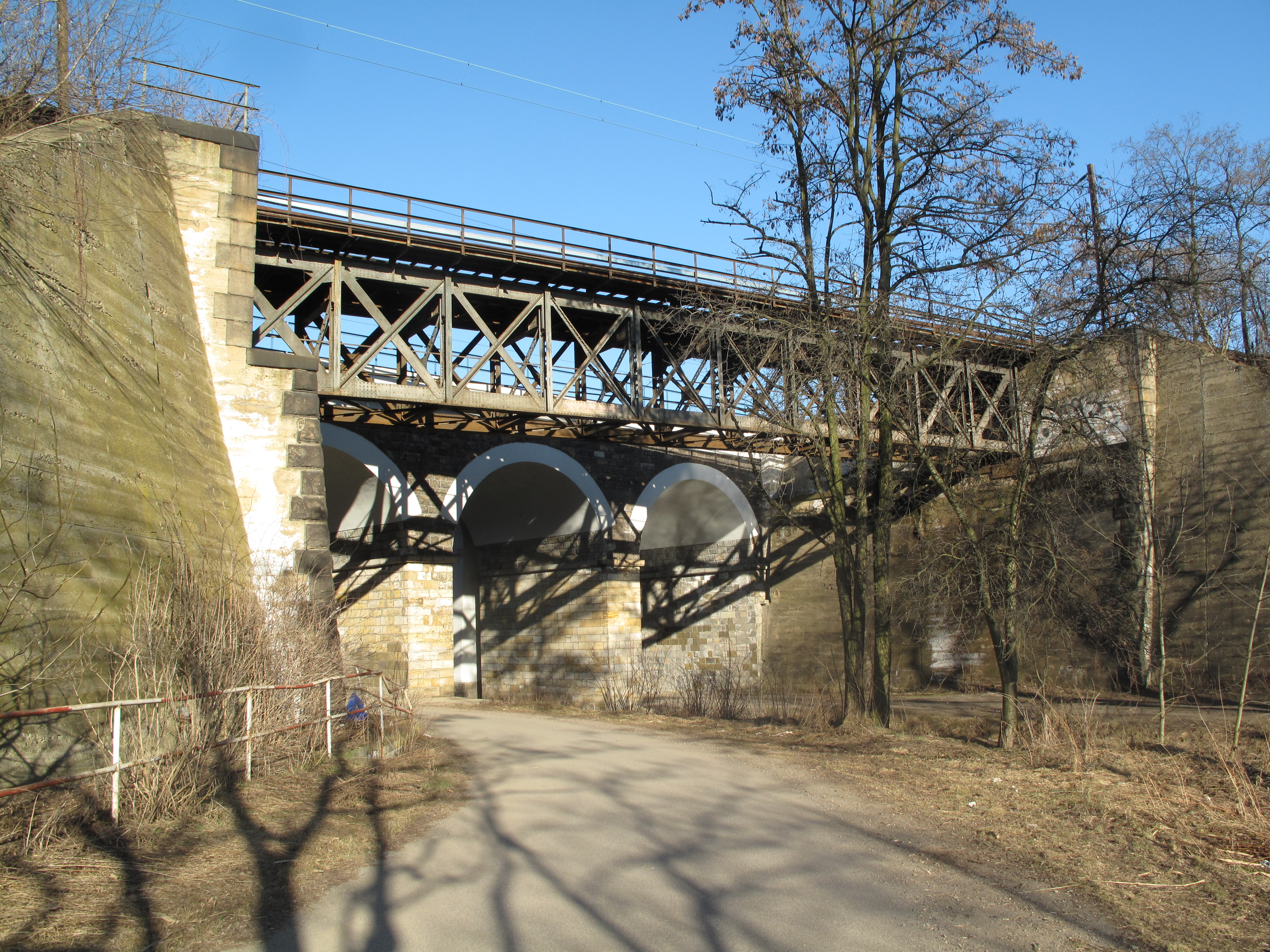
Brücke über die Rokytka (2011)

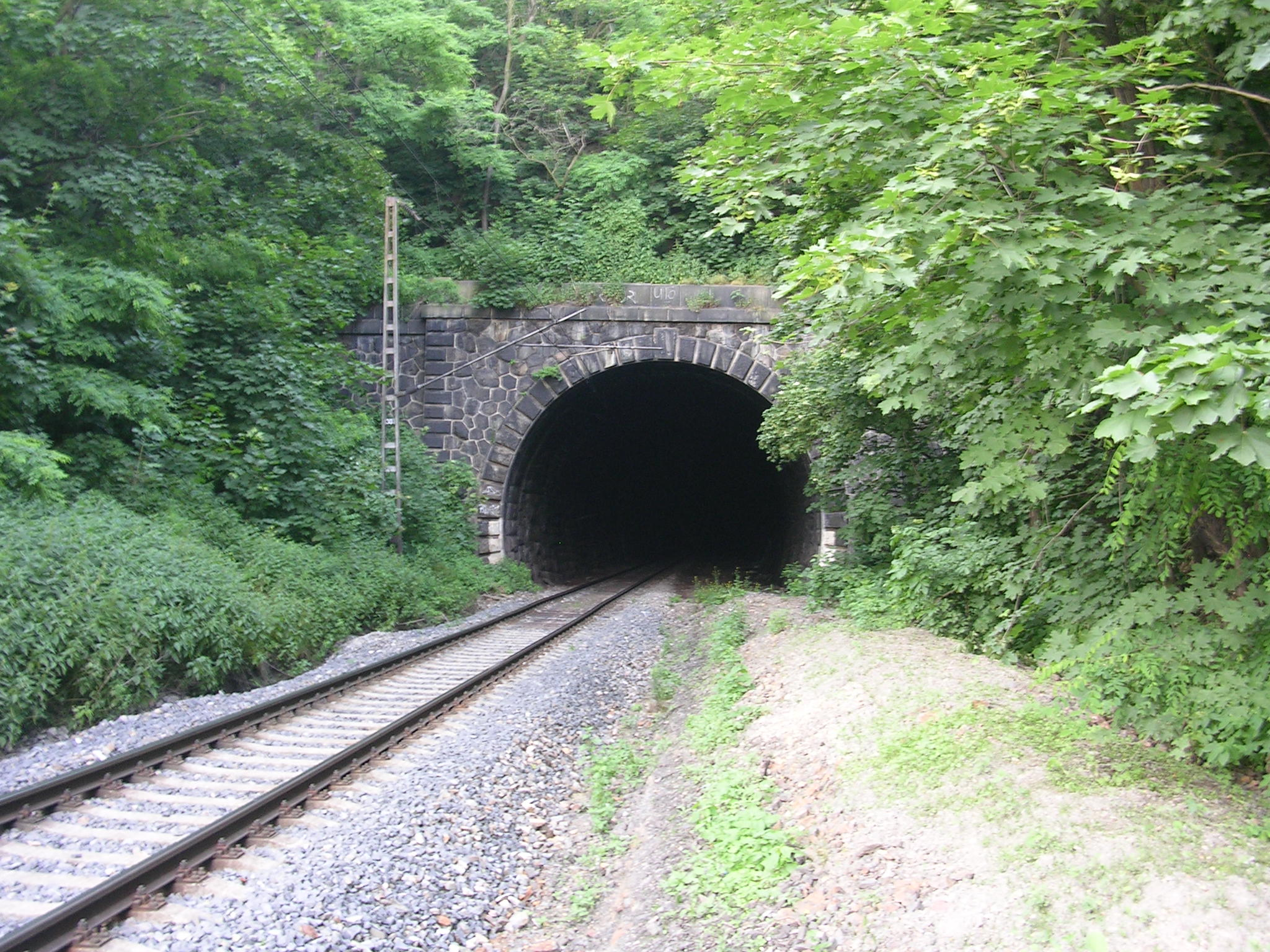
Malešický tunel (2008)

Die Strecke wurde am 18. Juni 1919 zeitgleich mit dem Rangierbahnhof Praha-Vršovice eröffnet. Sie war von vornherein nur für den Güterverkehr vorgesehen und erhielt deshalb keine Anlagen für den Reiseverkehr.
Am 1. März 1936 ging die kurze Zweigbahn von Malešice zum neugebauten Ortsgüterbahnhof Praha-Žižkov in Betrieb. Die verkehrlich bedeutsamen Verbindungskurven von Praha-Běchovice und von Praha-Hostivař nach Malešice wurden am 1. September 1939 bzw. am 27. September 1941 eröffnet.
Als letzte längere Verbindung im Prager Knoten wurde die Strecke im Jahr 1951 mit 1500 Volt Gleichstrom elektrifiziert. Am 15. Mai 1962 wurde die Spannung auf die (bis heute üblichen) 3000 Volt angehoben.
Am 1. Januar 1993 ging die Strecke im Zuge der Auflösung der Tschechoslowakei an die neu gegründeten České dráhy (ČD) über. Seit 2003 gehört sie zum Netz des staatlichen Infrastrukturbetreibers Správa železniční dopravní cesty (SŽDC).
Seit 11. Dezember 2011 wird die Strecke auch planmäßig von Reisezügen befahren. Die Personenzüge der Linie S41 (Městská linka) von Roztoky u Prahy nach Praha-Libeň werden seitdem jeweils an Samstagen und Sonntagen stündlich bis Praha-Hostivař durchgebunden.
Der Streckenbetreiber SŽDC plant einen durchgehend zweigleisigen Ausbau von Praha-Libeň über Praha-Malešice nach Praha-Hostivař. Da der Tunnel Malešický kein ausreichendes Lichtraumprofil für einen zweigleisigen Betrieb aufweist, soll dort eine neue parallele Tunnelröhre für das zweite Gleis entstehen. Darüber hinaus ist der Umbau des Bahnhofes Praha-Malešice vorgesehen. Ziel der Maßnahmen ist es, die Güterverkehrskapazität im Zulauf zum Metrans-Terminal in Praha-Uhříněves zu erhöhen. Zudem ist ein durchgehender Halbstundentakt auf der Esko-Linie S41 vorgesehen.
Im Jahr 2016 endete der Verkehr auf der abzweigenden Strecke zum Güterbahnhof Praha-Žižkov, der zuletzt nur noch als Containerumschlagplatz genutzt wurde. Die Abzweigweiche der bis dahin noch betriebsfähigen Strecke wurde im November 2019 entfernt.